# Brevskolan
Brevskolan är ett svenskt utbildningsföretag med ursprunglig inriktning på korrespondensundervisning. 
Brevskolan grundades 1919 som Kooperativa förbundets korrespondensinstitut och bytte 1933 namn till Brevskolan. År 1949 överläts Brevskolan av Kooperativa Förbundet till en särskild ekonomisk förening – Bilda Förlag & Idé –  vars medlemmar var KF, LO, HSB, ABF samt senare även IOGT. 2016 separerades förlagsdelen och lever vidare under namnet Bilda förlag, som ägs av Regnbågsförlaget AB.
Brevskolans kursbestånd var till stor del inriktat på delägarorganisationernas behov. Ofta specialproducerades kurser för en bestämd målgrupp.  Utöver detta hade skolan ett brett allmänt kursbestånd. Inom KF-sektorn bedrevs en omfattande personalutbildning. Inom de övriga organisationerna bedrevs utbildning av fackligt och politiskt förtroendevalda. På studiecirkelsidan, där en viss del av verksamheten bedrevs i form av studiecirklar med svarsgranskning, fanns också svenska, främmande språk och konsthantverksämnen.
Brevskolan hade i början av 1970-talet omkring 35 000 enskilda nyanmälningar per år.
Företaget drev under 1970- och 80-talen skivbolaget a disc. Till socialdemokraternas 90-årsjubileum 1979 producerade man valfilmsrapsodin Kampen går vidare!.